# Ozone cyclique
L'ozone cyclique est une forme métastable hypothétique de l'ozone O3. Contrairement à ce dernier, dans lequel les trois atomes d'oxygène forment une molécule coudée à 117°, les atomes d'oxygène de l'ozone cyclique seraient arrangés en formant un triangle équilatéral.
Certaines propriétés physicochimiques de l'ozone cyclique ont pu être calculées à partir de modèles théoriques. En particulier, son enthalpie standard de formation serait supérieure de 130 kJ·mol-1 à celle de l'ozone, avec une énergie d'activation de 95 kJ·mol-1 pour l'ouverture du cycle et le retour à l'ozone « standard ».
Il existerait de l'ozone cyclique en petites quantités à la surface de cristaux d'oxyde de magnésium MgO à l'air libre.
L'ozone cyclique n'a jamais pu être produit en quantités significatives bien qu'au moins une équipe ait tenté d'y parvenir à l'aide d'un laser ultrarapide. L'enjeu est notamment de valider les données calculées à partir des modèles théoriques et de pouvoir produire de l'ozone cyclique en quantités industrielles ; utilisé comme additif dans l'oxygène liquide, il pourrait notamment doper l'impulsion spécifique des propergols liquides utilisés au décollage des lanceurs spatiaux.